# Lac Engozero
Le lac Engozero (en russe : Энгозеро) est un lac d'eau douce de la république de Carélie, dans le nord-ouest de la Russie. 

## Description
Sa superficie est de 122 km2 pour une longueur de 36,4 km, et une largeur de 7,9 km. Il possède 144 îles qui représentent une surface totale de 14 km2.
La rivière Pulomajoki et 19 ruisseaux se jettent dans l’Enkijärvi.
Le lac se déverse dans la Kalkajoki et la Vonkjoki pour se jeter dans la mer Blanche. 
Les espèces de poissons du lac comprennent le corégone lavaret, le corégone blanc, l'éperlan d'Europe, le brochet, le gardon, la brème, l'ide mélanote, la lotte, la perche, le grémille, la épinochette et le chabot.
L'agglomération d'Enkijärvi est sur la rive occidentale du lac.